# Kärråkra socken
Kärråkra socken i Västergötland ingick i Ås härad, ingår sedan 1974 i Ulricehamns kommun och motsvarar från 2016 Kärråkra distrikt.
Socknens areal är 17,04 kvadratkilometer varav 17,02 land. År 2000 fanns här 97 invånare. Sockenkyrkan Kärråkra kyrka ligger i socknen.   

## Administrativ historik
Socknen har medeltida ursprung. Omkring 1540 införlivades jordeboksdelen av Döve socken som sedan 1887 överfördes till Börstigs socken. 
Vid kommunreformen 1862 övergick socknens ansvar för de kyrkliga frågorna till Kärråkra församling och för de borgerliga frågorna bildades Kärråkra landskommun. Landskommunen uppgick 1952 i Hökerums landskommun som 1974 uppgick i Ulricehamns kommun. Församlingen uppgick 2006 i Hällstads församling.
1 januari 2016 inrättades distriktet Kärråkra, med samma omfattning som församlingen hade 1999/2000.  
Socknen har tillhört län, fögderier, tingslag och domsagor enligt vad som beskrivs i artikeln Ås härad. De indelta soldaterna tillhörde Älvsborgs regemente, Ås kompani och Västgöta regemente, Elfsborgs kompani.

## Geografi
Kärråkra socken ligger norr om Ulricehamn kring ett biflöde till Lidan. Socknen är en odlingsbygd utmed ån och är i övrigt en mossrik skogsbygd.

## Fornlämningar
En hällkista från stenåldern är funnen. Från bronsåldern finns skålgropsförekomstern. Från järnåldern finns gravfält och stensättningar.

## Namnet
Namnet skrevs 1540 Kidråka och kommer från kyrkbyn. Namnet innehåller kidh, 'killing' och råk, 'långsträckt sumpmark med källdrag', troligen syftande på Kartmossen vid kyrkan.